# Illa de l'Estenedor
L'Illa de l'Estenedor (popularment de s'Estenedor), dita també del Pas, és un illot del litoral mallorquí situat entre l'Illa de la Torre i l'Illa de la Caleta, al municipi de Calvià, i que forma part del conjunt d'illots que pren el nom d'Illetes. L'illa fou transformada en un aparcament i connectada a terra ferma per un petit istme, de manera que deixà de ser una illa. L'aparcament dona servei a les instal·lacions militars d'oci localitzades a l'indret.